# Galacto-oligosacharide
Galacto-oligosacharide (GOS) is een oligosacharide bestaande uit één glucose-eenheid verbonden met een keten van een tot acht galactose-eenheden (galactaan). Omdat GOS niet door het lichaam verteerd kan worden, kan het gezien worden als een prebioticum. Prebiotica zijn niet-verteerbare voedingsmiddelen (vezels) die een gunstig effect hebben op het darmmilieu. Zij stimuleren namelijk de groei en/of activiteit van de goede bacteriën in de dikke darm. 
GOS komt van nature voor in bepaalde groenten, peulvruchten en granen. 

## FODMAP-dieet
GOS is ook een FODMAP. Sommige mensen zijn gevoelig voor FODMAPs. Dit zijn Fermenteerbare Oligo-, Di-, Monosachariden en (And) Polyolen. Zij kunnen door middel van een aangepast dieet met weinig FODMAPs de darmklachten (Prikkelbare Darm Syndroom) verminderen.

## Commercieel gebruik
GOS wordt langs enzymatische weg geproduceerd uit lactose in melk en wordt toegevoegd aan babyvoeding en diverse andere producten. 
Het Nederlandse bedrijf FrieslandCampina heeft galacto-oligosacharide op de markt gebracht.